# Meuschenia scaber
Meuschenia scaber es una especie de peces de la familia Monacanthidae en el orden de los Tetraodontiformes.

## Morfología
Los machos pueden llegar alcanzar los 31 cm de longitud total.

## Depredadores
En Nueva Zelanda es depredado por ( Zeus faber ).

## Hábitat
Es un pez de mar y de clima templado y demersal que vive entre 20-200 m de profundidad.

## Distribución geográfica
Se encuentran en Nueva Zelanda y Australia (desde el sur de Australia Occidental hasta Nueva Gales del Sur y Tasmania).

## Observaciones
Es inofensivo para los humanos.